# Ngen
The Native Image Generator — утилита, позволяющая создавать из сборок на CIL-коде для исполняющей среды CLR-образы в машинном коде (native image) и устанавливать его в кэш сборок локального компьютера. За счёт этого повышается эффективность управляемых приложений: вместо JIT-компиляции загружается готовая сборка на native-коде.
Преимущества:
- уменьшает время загрузки приложения, так как JIT-компиляции не требуется.
- уменьшает время первого запуска функций, так как JIT-компиляции не требуется.
- улучшает использование памяти, так как JIT-компилятор не требуется.
- полученные dll могут одновременно использоваться многими процессами. (sharing between processes)
- компиляция происходит под конкретный процессор, используемый в системе.

Недостатки:
- Ограничения на использование метода Assembly.LoadFrom
- Native image не заменяет исходные dll, а хранится отдельно. Поэтому используется больше дискового пространства.
- Рассинхронизация NGen-файлов. При появлении новой версии сборки необходимо обновлять и образ в локальном кеше.
- Так как native image и исходная сборка имеют разные адреса для функций, то при вызове методов, находящихся в native image, добавляется операция модификации базового адреса.

Применение:
- Если dll используют много процессов или оно используется из разных доменов. Native image даст возможность одновременного использования библиотеки многими процессами.
- Если необходимо ускорить запуск приложения и уменьшить используемую память.
- Применение к большим программам дает больший эффект, чем применение к маленьким программам.
- Для программ с длительным временем выполнения эффект очень маленький (так как JIT-компиляция осуществляется только один раз — по первому обращению. Далее используется скомпилированная версия. И с каждым новым вызовом суммарная разница будет уменьшаться.)

Все .NET Framework при установке создают образы в Native image.